# Tampa Bay Buccaneers 1987
La stagione 1987 dei Tampa Bay Buccaneers è stata la 12ª della franchigia nella National Football League. L'annata iniziò con l'assunzione dell'ex allenatore dei New York Giants e della University of Alabama Ray Perkins. Perkins aveva impiegato solo tre stagioni per rendere i Giants una squadra da playoff team e si sperava potesse ripetere quell'impresa coi Buccaneers.
I Buccaneers possedevano la prima scelta assoluta nel Draft NFL 1987 e la utilizzarono per scegliere il quarterback della University of Miami Vinny Testaverde. La squadra sembrò avviata verso un cambiamento dopo aver vinto le quattro gare nella prima metà della stagione ma uscì dalla lotta per i playoff a metà anno. Uno sciopero dei giocatori di 24 giorni accorciò la stagione da 16 a 15 partite. Le gare della terza settimana furono cancellate mentre quelle dalla settimana 4 alla settimana 6 furono giocate con giocatori di riserva. L'85% dei giocatori aderì allo sciopero, ponendo dei dubbi sulla regolarità dei risultati della stagione.

## Scelte nel Draft 1987
|  | = Pro Bowler |

| Scelta | Giro                 | Giocatore        | Ruolo            | College           |
| 1      | 1                    | Vinny Testaverde | Quarterback      | Miami (FL)        |
| 36     | 2 (da Buffalo)       | Ricky Reynolds   | Cornerback       | Washington State  |
| 50     | 2 (da San Francisco) | Winston Moss     | Linebacker       | Miami (FL)        |
| 51     | 2 (da New England)   | Don Smith        | Running Back     | Mississippi State |
| 57     | 3                    | Mark Carrier     | Wide Receiver    | Nicholls State    |
| 0      | Supplementare        | Dan Sileo        | Defensive Tackle | Miami (FL)        |
| 85     | 4                    | Don Graham       | Linebacker       | Penn State        |
| 87     | 4 (da Buffalo)       | Ron Hall         | Tight End        | Hawaii            |
| 106    | 4 (da San Francisco) | Bruce Hill       | Wide Receiver    | Arizona State     |
| 135    | 5 (da New England)   | Henry Rolling    | Linebacker       | Nevada            |
| 137    | 5 (da Washington)    | Tony Mayes       | Defensive Back   | Kentucky          |
| 146    | 6 (da San Diego)     | Steve Bartalo    | Running Back     | Colorado State    |
| 169    | 7                    | Curt Jarvis      | Defensive Tackle | Alabama           |
| 190    | 7 (da New England)   | Harry Swayne     | Tackle           | Rutgers           |
| 197    | 8 (da Indianapolis)  | Stan Mataele     | Defensive Tackle | Arizona           |
| 224    | 9                    | Joe Armentrout   | Running Back     | Wisconsin         |
| 246    | 9 (da New England)   | Greg Davis       | Kicker           | Citadel           |
| 252    | 10                   | Mike Simmonds    | Guard            | Indiana State     |
| 280    | 11                   | Reggie Taylor    | Running Back     | Cincinnati        |
| 308    | 12                   | Scott Cooper     | Defensive Tackle | Kearney State     |
| 313    | 12 (da St. Louis)    | Mike Shula       | Quarterback      | Alabama           |

## Calendario
| Stagione regolare |            |                        |            |      |                              |     |          |        |
| Turno             | Data       | Avversario             | Risultato  | Ora  | Stadio                       | TV  | Pubblico | Record |
| 1                 | 13/9/1987  | Atlanta Falcons        | V 48–10    | 1:00 | Tampa Stadium                | CBS | 51,250   | 1–0    |
| 2                 | 20/9/1987  | at Chicago Bears       | S 20–3     | 1:00 | Soldier Field                | CBS | 63,551   | 1–1    |
| –                 | 27/9/1987  | Green Bay Packers      | Cancellata |      | Tampa Stadium                |     |          | 1–1    |
| 4                 | 4/10/1987  | at Detroit Lions       | V 31–27    | 1:00 | Pontiac Silverdome           | CBS | 4,919    | 2–1    |
| 5                 | 11/10/1987 | San Diego Chargers     | S 17–13    | 1:00 | Tampa Stadium                | NBC | 23,873   | 2–2    |
| 6                 | 18/10/1987 | Minnesota Vikings      | V 20–10    | 1:00 | Tampa Stadium                | CBS | 20,850   | 3–2    |
| 7                 | 25/10/1987 | Chicago Bears          | S 27–26    | 1:00 | Tampa Stadium                | CBS | 70,747   | 3–3    |
| 8                 | 1/11/1987  | at Green Bay Packers   | V 23–17    | 1:00 | Milwaukee County Stadium     | CBS | 50,348   | 4–3    |
| 9                 | 8/11/1987  | at St. Louis Cardinals | S 31–28    | 1:00 | Busch Memorial Stadium       | CBS | 22,449   | 4–4    |
| 10                | 15/11/1987 | at Minnesota Vikings   | S 23–17    | 1:00 | Hubert H. Humphrey Metrodome | CBS | 48,605   | 4–5    |
| 11                | 22/11/1987 | San Francisco 49ers    | S 24–10    | 1:00 | Tampa Stadium                | CBS | 63,211   | 4–6    |
| 12                | 29/11/1987 | at Los Angeles Rams    | S 35–3     | 1:00 | Anaheim Stadium              | CBS | 45,188   | 4–7    |
| 13                | 6/12/1987  | at New Orleans Saints  | S 44–34    | 4:00 | Louisiana Superdome          | CBS | 66,471   | 4–8    |
| 14                | 13/12/1987 | Detroit Lions          | S 20–10    | 4:00 | Tampa Stadium                | CBS | 41,699   | 4–9    |
| 15                | 20/12/1987 | St. Louis Cardinals    | S 31–14    | 4:00 | Tampa Stadium                | CBS | 32,046   | 4–10   |
| 16                | 27/12/1987 | at Indianapolis Colts  | S 24–6     | 1:00 | Indianapolis Hoosierdome     | CBS | 60,468   | 4–11   |